# 本源寺 (津山市)
本源寺（ほんげんじ）は岡山県津山市にある臨済宗妙心寺派の寺院。

## 概要
山号は東海山。本尊は釈迦如来。
津山藩主森家の菩提寺として、慶長12年（1607年）に現在の境内が整備された。

## 境内

### 伽藍
境内中央に本堂が建ち、東に庫裏が並ぶ。桃山時代の本堂を中心として、庫裏、中門、霊屋など、江戸中期までに整備された建物が残されている。地方における大名家菩提寺として建てられた臨済宗寺院建築の初期の遺構として価値が高い。
本堂
方丈形式の本堂で、六間取を基本として、北西に御座間、位牌壇を配する。正面は改造されているが、柱や梁組などの主要構造は当初の様子をよく留めている。
庫裏
本堂よりやや下り、延宝年間（1673年 - 1681年）頃の建築とみられる。
森家霊屋と霊屋表門
寛永16年（1639年）建立で、森忠政（本能寺の変で戦死した森蘭丸の実弟）ら28基の位牌を祀る。三間四方、宝形造、背面半間庇付き、一間向拝付き（向唐破風造）で、屋根は銅板葺である。霊屋本体は全て角柱とし、側まわりに舟肘木を用いるほかは組物はない。これに対し向拝は、唐草文様の木製垂木端飾り、頭貫の亀甲花菱文様地紋彫、木鼻の青海波文様、柱頂部に胡麻殻决り（じゃくり）金襴巻の浮彫など装飾性にあふれている。内部は、中央二間四方を上段、その後方に仏前、位牌壇などが設けられている。平成25年（2013年）8月7日、本堂、庫裏、中門と併せて国の重要文化財に指定された。

### 森家墓所
霊屋の背後には、森家一門7人の五輪塔墓がある。
西から順に
- 晃昌院殿月心宗照大姉（於菊、森忠政娘）
- 智勝院殿月桂宗清大禅定門（於岩、森忠政妻・豊臣秀長の養女）
- 本源院殿先翁宗進大居士（森忠政） 寛永11年7月7日（1634年7月31日）没　供養墓。
- 雄心院殿圍秀公大居士（森長可） 天正12年4月9日（1584年5月18日）没　没後150回忌に建立。供養墓
- 霊光院殿義海仁功大居士（森忠継） 延宝2年2月28日（1674年4月4日）没
- 碧松院殿岑月宗高大禅定尼（森忠政姉・関成次母）
- 光徳院殿乾巌宗享大居士（関成次・森忠政甥）万治3年8月22日（1660年9月26日没

基礎石垣は、凝灰岩の切石を用い、五輪塔は花崗岩製である。やや小型の碧松院の墓を除き、全体の高さは4メートルに達する。中でも参道の正面にある森忠政墓は5.15メートルと大型で、墓前には二基の石灯籠も残されている。

## 文化財

### 重要文化財（国指定）
- 本堂

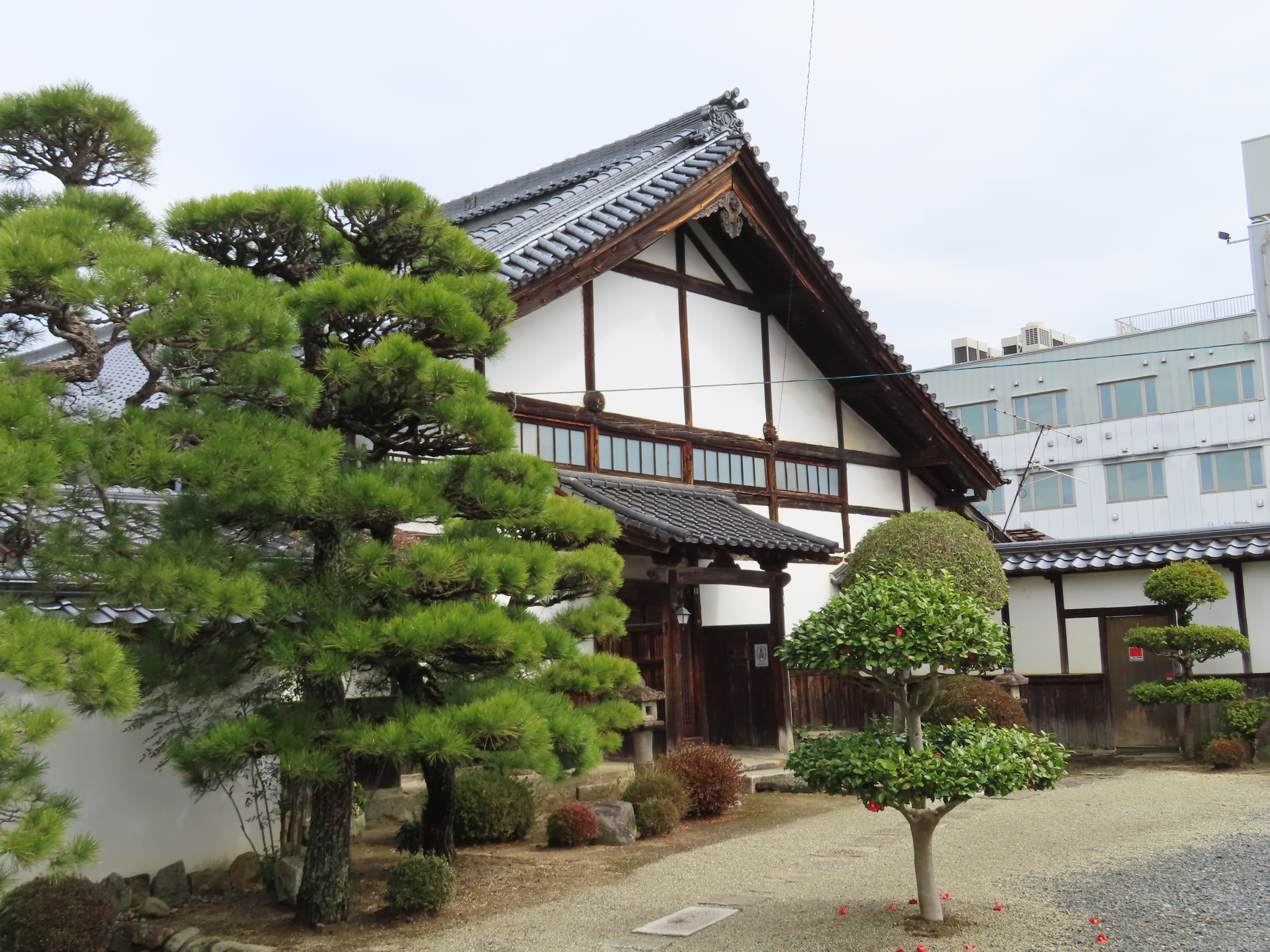
庫裏
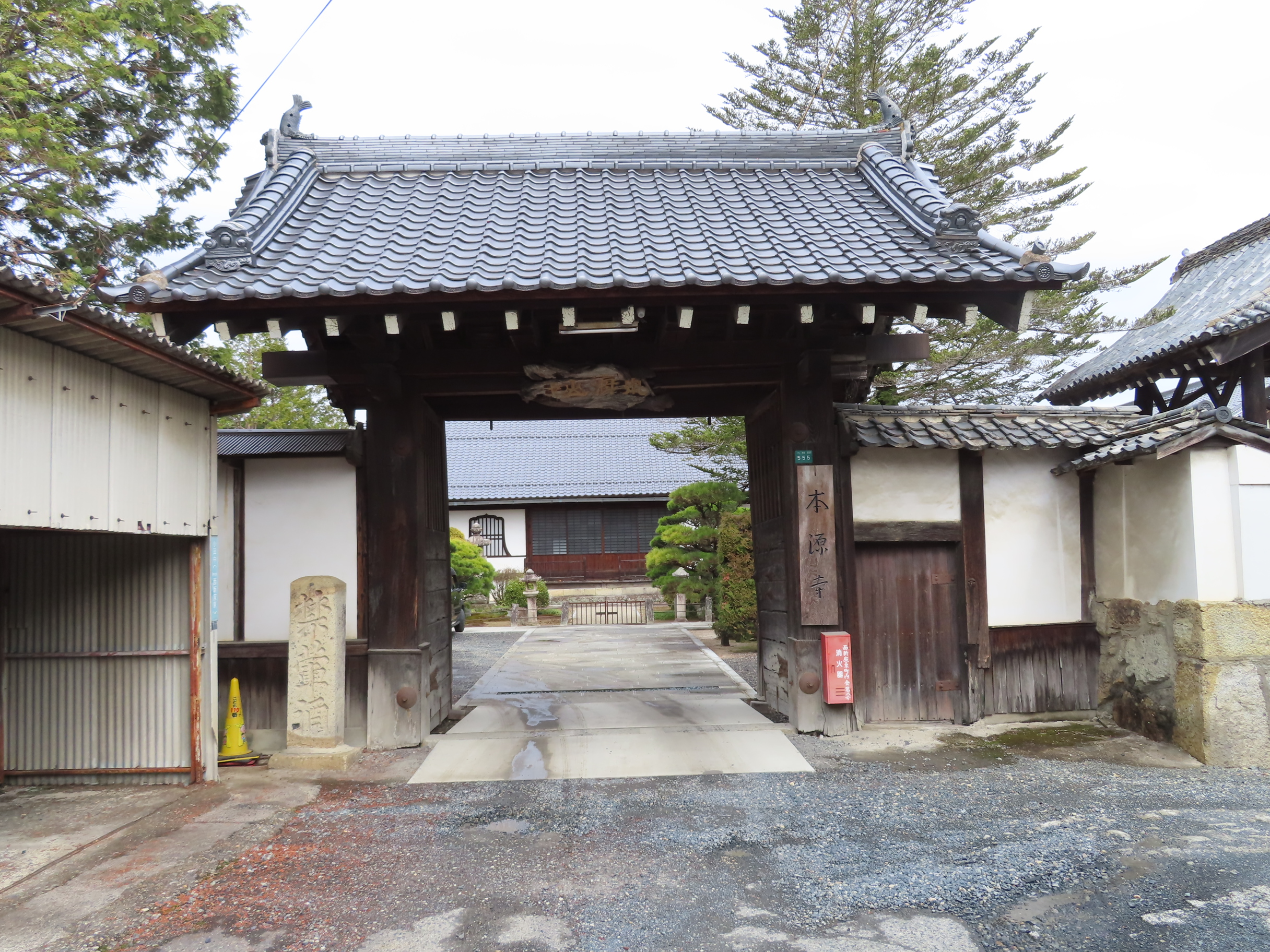
中門
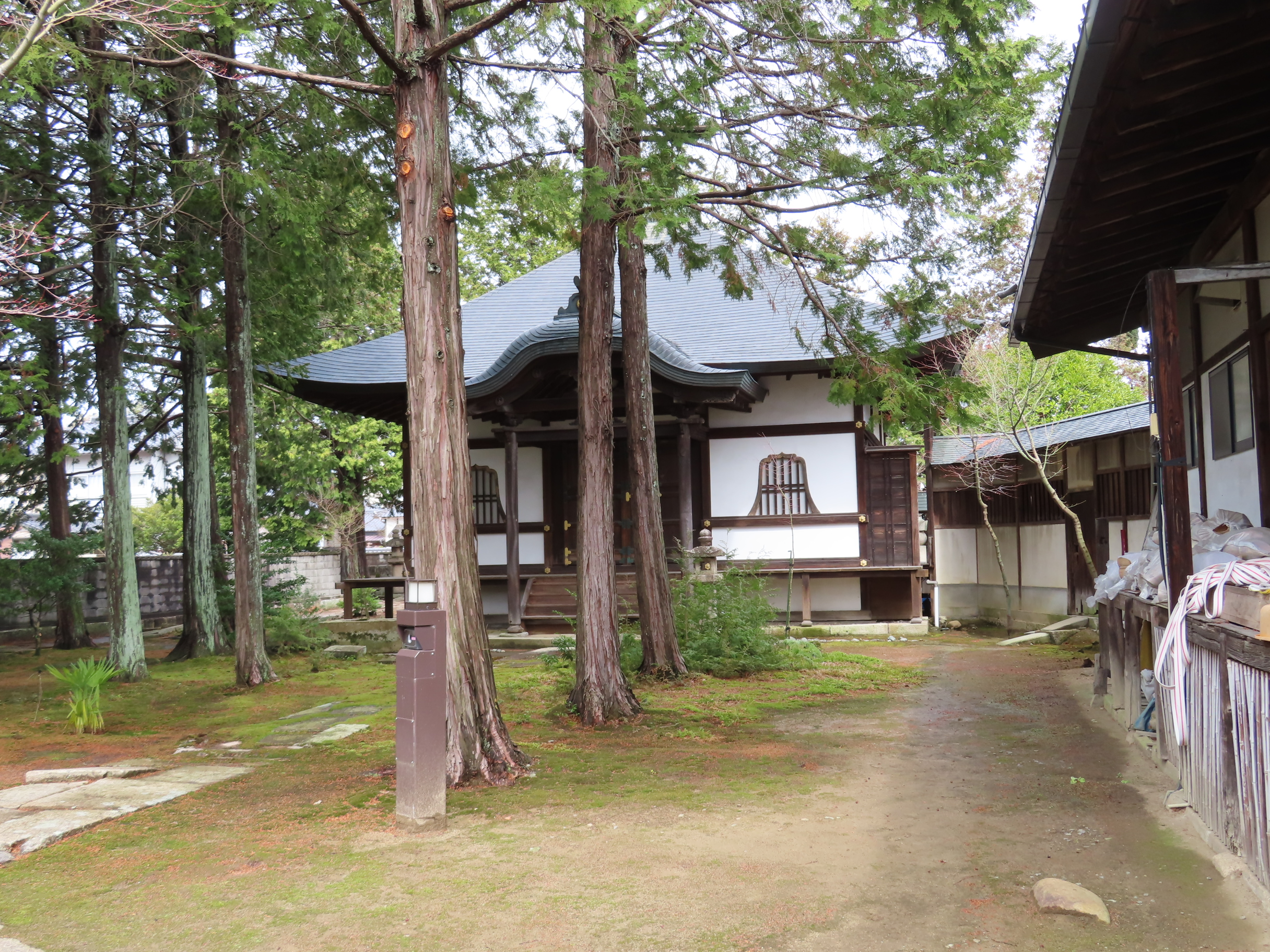
霊屋
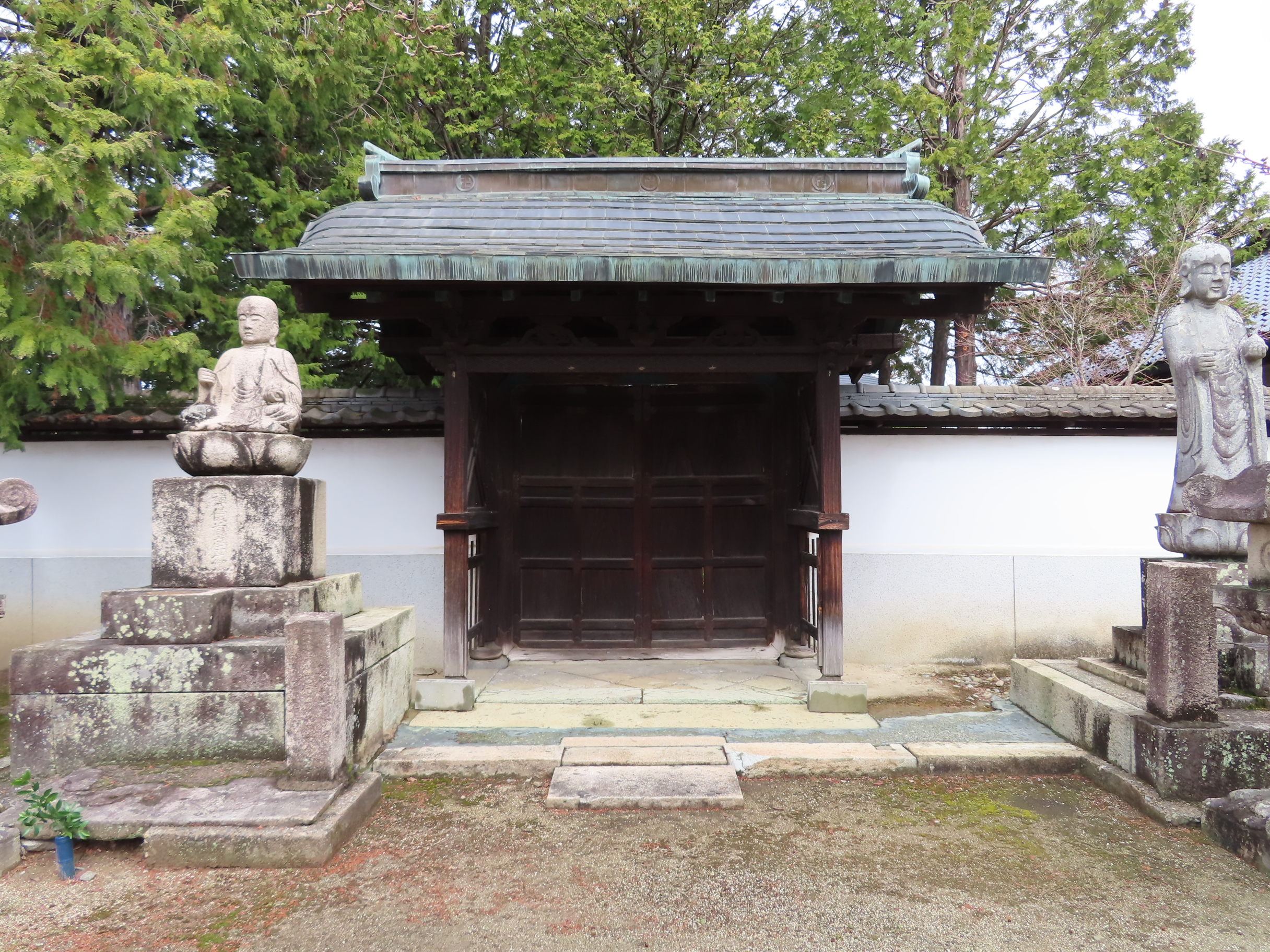
霊屋表門

- 庫裏
- 中門
- 霊屋
- 霊屋表門

### 岡山県指定重要文化財
- 津山藩主森家一門墓7基（附：参道、石燈籠2基）[3]

### 津山市指定重要文化財
- 木造森忠政公坐像[4]
  - 1631年（寛永8年）作。忠政62歳の時の寿像と伝わり、還暦の祝いと長寿の願いを込めた像と伝えられる。この木像制作時に忠政が存命中だったことから、本人の外見に非常に近い木像だと推察され[5]、津山城入口の忠政銅像のモデルにもなっている。

### その他
- 達磨大師像
- 鎮守弁財天像
- 十一面観音菩薩（忠政の守本尊と伝わる）
- 扁額「方丈」伊藤明瑞 筆 - 伊藤は書に秀でて神童と言われた。この書は12歳の時のもの。
- 棟札 - 森忠政は慶長9年（1604年）に鶴山を「津山」と改めており、この棟札が津山という地名の最古の使用例とされている[6]。

## 歴史
- 1340年（興国元年） - 南北朝時代に夢窓疎石の発起を受けた足利尊氏により、美作国安国寺として院庄・神戸（現在の津山市神戸)に建立[6][7]。
- 1603年（慶長8年） - 森家の入封。
- 1604年（慶長9年） - 津山初代藩主・森忠政によって鶴山を「津山」と改める[8]。
- 1607年（慶長12年）
  - 森忠政が中興開基となり、安国寺を西今町の北（現在地）に移し「萬松山龍雲寺」と改号[8][6]。
  - 海晏禅師、龍雲寺本堂棟札に「慶長十二年十一月、津山城主羽柴忠政公が城より西ヘ数十町の処に龍雲禅寺を草創」と記す[7]。
  - 忠政の室・於岩（33歳）が逝去、龍雲寺に葬る[8][6]。
- 1609年（慶長14年） - 海晏禅師、津山を去って伊達政宗の請に応じ、松島の瑞巌寺96世となる[9]。
- 元和年間 - 山号を「東海山」と改める[6]。
- 1634年（寛永11年）7月7日 - 森忠政京都で逝去。船岡山で荼毘に付され、大徳寺三玄院に葬られる[10]。
- 1639年（寛永16年） - 2代藩主・森長継によって御霊屋が建立される[6]。
- 1669年（寛文9年） - 長継によって寺領200石が寄進される[8][6]。
- 1674年（延宝2年） - 長継の嫡男森忠継（38歳）が逝去、龍雲寺に葬る[10][8]。
- 1683年（天和3年） - 森忠政（本源院殿）の50回忌を機に「本源寺」と改称[7][8]。
- 1688年（元禄元年） - 4代藩主・森長成、寺領200石を安堵する[8][6]。
- 1697年（元禄10年） - 森家改易。森長俊（津山新田藩主）が幕府に恭順を示して本源寺に謹慎[8]。
- 1698年（元禄11年） - 徳川家康の次男結城秀康を祖とする越前松平家の松平長矩（のち宣富）が美作国の内10万石を領して入封。妙法寺・泰安寺と共に津山三箇寺と呼ばれ、松平家が入った後も高い地位を得た[7]。
- 1733年（享保18年） - 森長可150回忌、森忠政の100回忌法要を営む[8][6]。
- 1847年（弘化4年） - 山田方谷（備中松山藩の儒学者）が西洋流砲術の修行で本源寺に滞在[8][11]。
- 1852年（嘉永5年） - 赤穂藩が御霊屋の屋根などを修理[8][6]。
- 大正年間 - 御霊屋の屋根などを修理。檜皮葺から瓦葺に改める。
- 2007年（平成19年） - 御霊屋の屋根などを修理。瓦葺から銅板葺きに改める。
- 2008年（平成20年） - 創建400年記念大法要執行 。
- 2009年（平成21年） - 県の重要文化財に指定　本源寺霊屋、表門及び津山藩主森家一門墓 （附参道、石灯籠：2基） 。
- 2011年（平成23年） - 森忠政木像の修復を実施。
- 2012年（平成24年） - 寺宝の涅槃図（江戸中期・伝森長継寄進）および十六羅漢図の修復を実施。
- 2013年（平成25年） - 建造物が国の重要文化財に指定（本堂、庫裏、中門、霊屋、霊屋表門）[12]。
- 2016年（平成28年） - 文化財保護法に基づき、消防施設を設置。

## 著名な歴代住職
- （先代）海晏禅師 - 安国寺中興、龍雲寺創建。1609年（慶長14年）伊達政宗の請に応じ松島の瑞巌寺96世となる[8][6]。
- （開山）天倫玄節禅師 - 元和年間に山号を「東海山」と改める[7]。
- （4世）藍岫和尚 - 妙心寺184世[6]。
- （5世）夢堂禅師 - 「本源寺」と改号。妙心寺246世[7][6]。
- （7世）列堂和尚 - 互室軒喫茶集全十数巻を記す[6]。
- （11世）神宗和尚 - 白隠禅師門下の三頓の一人[13][6]。
- （16世）神嶺和尚 - 明治維新後津山市中に呼びかけ、有志により報恩会を結成し護寺に尽力[6]。
- 2016年（平成28年） - 現在23世。

## 年間行事
- 1月1～3日／修正会
- 2月15日／涅槃会
- 4月8日／花まつり
- 7月2日／万灯会
- 7月1～7日／特別拝観
- 7月7日／森忠政公毎歳忌

## アクセス
- 中国自動車道・院庄インターチェンジから車で約15分。
- JR姫新線・津山線 津山駅から車で約5分。